# La Pantera Rosa (film 2006)
La Pantera Rosa (The Pink Panther) è un film del 2006 diretto da Shawn Levy, reboot della serie di film iniziata con La Pantera Rosa del 1963 di Blake Edwards.
A vestire i panni dell'ispettore Clouseau, portato al successo da Peter Sellers, è Steve Martin.

## Trama
L'Ispettore Jacques Clouseau è un poliziotto imbranato e pasticcione. L'ispettore capo Dreyfus racconta che non avrebbe mai pensato di assumerlo ed in seguito promuoverlo ad ispettore, fino al giorno in cui si tenne una semifinale di calcio tra Francia e Cina. Yves Gluant, selezionatore della Nazionale francese, è morto improvvisamente dopo la vittoria, colpito da una freccia avvelenata nel collo, e il suo diamante, la Pantera Rosa, è stato rubato. Le intenzioni di Dreyfus sono tutt'altre, però: mentre Clouseau inizierà con le indagini, immaginandosi che lui non arriverà a nessuna conclusione, creerà un team di investigatori per scoprire il misterioso assassino e, quando ci riuscirà, avrà la Legion d'onore a cui aspira dopo sette anni di sole candidature.
Clouseau, una volta promosso e dopo aver partecipato ad una rassegna stampa, fa la conoscenza del suo assistente Gilbert Ponton (che in realtà è stato assunto da Dreyfus) e, insieme a lui, raggiunge gli studi radiofonici per interrogare la bellissima Xania, la fidanzata del defunto Gluant, mentre sta incidendo un nuovo disco. Vengono così a sapere che lei è stata fidanzata anche con un famoso calciatore della Nazionale, Bizu, che lasciò per Gluant. Avute le informazioni necessarie, raggiungono lo stadio per interrogare il calciatore, ma non possono raggiungerlo, così interrogano l'allenatore Vanquere e incontrano il preparatore Yuri. Più tardi, Clouseau viene a sapere da Bizu che Raymond Laroque dava soldi a Gluant e che probabilmente, stufatosi di prestargli soldi che poi sperperava al gioco, l'abbia fatto uccidere. Nel frattempo, Dreyfus crede che il prof. Tang, nella tribuna vip dei cinesi, lo abbia ucciso con del veleno cinese.
Clouseau torna a casa e conosce Nicole, segretaria di Dreyfus, venendo poi a sapere che Bizu è stato ucciso. I due si recano sulla scena del delitto, dove ascoltano la testimonianza di Cherie, assistente di Bizu, che lo ha sentito dire «Ah, tu? Sei tu?»; Clouseau però interpreta la prima frase come se fosse un nome proprio, "Atu", dunque ordina a Ponton di trovare tutti i cinesi di nome Atu, poi si recano al casinò di Laroque.
Arrivati al casinò, interrogano il signor Laroque, che però risulta innocente, infatti Gluat era disposto a cedere l'anello pur di pagare i debiti. Clouseau viene poi contattato da Nigel Boswell, agente 006, conosciuto poco prima nel casinò, il quale, non dovendosi trovare lì, ha bisogno del suo aiuto per fermare la "Banda della Maschera Anti-Gas". Boswell, dopo aver indossato la giacca di Clouseau per non farsi riconoscere e dopo aver bloccato la banda, scompare rapidamente, così tutti credono che sia stato proprio Clouseau a fermarli. La notizia arriva in tutta Francia e Clouseau viene candidato alla Legion d'onore, con grande irritazione di Dreyfus.
L'ispettore e Ponton vanno a New York per interrogare nuovamente Xania, convinti che non abbia detto tutta la verità. Dopo averle parlato, Clouseau scopre che Laroque doveva ottenere la Pantera Rosa da Gluant come risarcimento per gli enormi debiti. La scena si sposta in Francia, dove Dreyfus contatta una donna per scambiare la valigia di Clouseau con una dotata di armi di vario tipo; Clouseau, nel frattempo, nasconde quattro hamburger nella sua tasca, detestando il cibo sugli aerei. La valigia con le armi, però, viene scoperta e uno dei controllori chiede all'ispettore che cosa abbia nelle tasche. L'ispettore tenta di spiegare, ma a causa del suo accento francese non riesce a dire hamburger e, scambiato per un kamikaze, viene arrestato. Trasferito in Francia, dove viene rilasciato, leggendo un articolo di giornale su Internet riguardo al suo arresto nota un particolare e contatta immediatamente Ponton per andare al Palazzo dell'Eliseo, dove canterà Xania e dove ci sarà anche il prof. Tang. Dopo essere riusciti ad entrare nel Palazzo con un travestimento, intravedono l'assassino mentre sta per sparare a Xania. Dopo un rocambolesco inseguimento, Clouseau e Ponton fermano il colpevole davanti a tutti i presenti, inclusi i giornalisti, e allora l'ispettore Clouseau lo smaschera. Si tratta di Yuri, il preparatore atletico, che uccise Gluant perché si prendeva tutto il merito delle tattiche di gioco inventate da quest'ultimo e per averlo trattato "come topo morto", e uccise anche Bizu perché lo ricattava; aveva intenzione di colpire anche Xania perché è sempre stato segretamente innamorato di lei ma quest'ultima lo ha sempre ignorato, per poi essersi messa prima con Bizu, poi con Gluant. Clouseau rivela di esserci arrivato conoscendo diverse leggi, collegando il fatto che Yuri è un ex soldato russo addestrato a sparare alla testa come ha ucciso Bizu e conosce le erbe cinesi, in un flashback l'ispettore interrogando un erborista cinese lo aveva scoperto in quanto conosce la lingua. L'uomo confessa gli omicidi ma non il furto della Pantera Rosa, che ha Xania, che lo aveva fatto cucire nella fodera della sua borsetta (come aveva notato Clouseau dalla foto del giornale, mentre la borsetta veniva passata allo scanner dell'aeroporto). Xania dice che Gluant, poco prima dell'inizio della partita e dopo averle chiesto di sposarlo, le diede l'anello. Stando al Codice Civile francese, se Gluant le ha dato l'anello prima di morire, adesso è di sua proprietà. Clouseau è di nuovo un eroe e riesce a ottenere anche la Legion d'onore.
Nel finale, dopo aver ricevuto la Legion d'onore, Clouseau incastra accidentalmente la giacca di Dreyfus nello sportello della macchina, trascinandolo per parecchi metri. All'ospedale, dopo aver visitato Dreyfus assieme a Ponton e Nicole, l'ispettore rilascia per sbaglio il freno del letto, che corre attraverso i corridoi dell'ospedale e cade nel fiume Senna, con Dreyfus che grida rabbiosamente il nome di Clouseau.

## Produzione
Prima di Steve Martin, il ruolo di Closeau era stato proposto a Chris Tucker e Mike Myers. Martin venne scelto dal produttore Robert Simonds, dopo la loro collaborazione nel film Una scatenata dozzina.
Inizialmente sarebbe dovuto esserci anche Cato Fong, interpretato da Jackie Chan, ma questi rifiutò e venne così ideato il personaggio di Gilbert Ponton.
Le riprese iniziarono il 10 maggio 2004.
Il film sarebbe dovuto il 5 agosto 2005, ma venne fatto slittare al 10 febbraio 2006.

## Riconoscimenti
Il film ha ricevuto durante l'edizione dei Razzie Awards 2006 due nomination come Peggior remake o rip-off e Peggior attrice non protagonista per Kristin Chenoweth.